# Kuroshitsuji
Kuroshitsuji (黒執事 lit. Mayordomo negro?), conocido como Black Butler, es una serie de manga de acción y fantasía oscura escrita e ilustrada por Yana Toboso. Desde su debut el 16 de septiembre de 2006, la serie ha sido publicada por la editorial Square Enix en su revista de género shōnen, Monthly GFantasy.
La serie sigue al conde Ciel Phantomhive, un niño de solo trece años, quien es el líder de la familia noble Phantomhive y el encargado de resolver los crímenes que azotan a Londres. Su mayordomo, Sebastian Michaelis, es en realidad un demonio obligado a servirlo por un contrato sobrenatural que ambos realizaron. A cambio, Sebastian obtendrá el alma de Ciel cuando este concluya su venganza hacia las personas que asesinaron y mancharon el honor de su familia. Ha sido serializado en Estados Unidos por Yen Press, siendo publicado el primer volumen en agosto de 2009. Actualmente está siendo publicado en España por Norma Editorial bajo el nombre de Black Butler.
En julio de 2008, se anunció el estreno de una adaptación a serie de anime dirigida por Shinohara Toshiya y producido por A-1 Pictures. El anime comenzó a transmitirse el 2 de octubre de 2008 y finalizó el 27 de marzo de 2009 con un total de 24 episodios. El 14 de junio de 2009, se anunció que el anime tendría una segunda temporada, Kuroshitsuji II, la cual inició el 2 de julio de 2010 y finalizó el 17 de septiembre de ese mismo año, con doce episodios y seis OVAs. La serie continua con la trama de la primera temporada e introduce a dos nuevos personajes principales; Alois Trancy y Claude Faustus. El estreno de su tercera temporada, Kuroshitsuji: Book of Circus, fue anunciado para el 10 de julio de 2014. Book of Circus continúa con la historia original, siguiendo desde el episodio quince de la primera temporada, donde se dejó de seguir la historia oficial. Book of Circus fue estrenada el 10 de julio de 2014 y finalizó el 12 de septiembre de ese mismo año. Un OVA teatral de dos partes titulado Kuroshitsuji: Book of Murder fue estrenado el 25 de octubre y el 15 de noviembre de 2014, respectivamente. Una película animada, Black Butler: Book of the Atlantic, fue estrenada el 21 de enero de 2017.

## Argumento
La historia se centra en una casa señorial en las afueras de Londres en la época victoriana, donde el personaje principal es el conde Ciel Phantomhive, un niño de doce años (trece, posteriormente), quien se dedica a resolver los misterios que asolan Inglaterra bajo las órdenes de la reina Victoria junto con su mayordomo, Sebastian Michaelis. La relación que los une a ambos no es simplemente de amo y mayordomo; Sebastian es un demonio que está unido a Ciel a través de un contrato, debido al cual deberá servirlo hasta que este concluya su venganza hacia las personas que asesinaron y mancharon el honor de su familia. Una vez que el contrato se cumpla, Sebastian tomará posesión del alma de Ciel. A lo largo de la historia, Ciel y Sebastian resolverán numerosos misterios y crímenes, mientras se enfrentan a la posibilidad de salir involucrados en el proceso.

## Personajes

### Principales
Ciel Phantomhive (シエル・ファントムハイヴ Shieru Fantomuhaibu?)
Voz por: Maaya Sakamoto
Doblaje (Hispanoamérica): Marc Winslow
Es el protagonista principal de la historia. Es un niño de doce años (trece, en el transcurso de la historia), cabeza de la familia Phantomhive y servidor de la reina Victoria. Posee un contrato con un demonio que se hace pasar por su mayordomo, Sebastian Michaelis. El contrato que mantiene con su mayordomo le permite que este siga sus órdenes al pie de la letra. Ciel, con la siempre oportuna ayuda de Sebastian, resuelve casos en nombre de la Reina. Es el único heredero de la familia Phantomhive tras la muerte de sus padres, Vincent y Rachel Phantomhive, en un incendio. También tiene el control de la Compañía Phantomhive, dedicada a varios negocios, tales como juguetes, pastelería, construcción, etc. Su objetivo principal es vengarse de las personas que le hicieron daño en el pasado. Para llevar a cabo sus propósitos debe pagar un precio a cambio de los servicios de Sebastian: su alma. El parche que lleva en el ojo derecho sirve para ocultar el símbolo del contrato que pactó con su mayordomo. Su pasado es oscuro y lleno de tristeza, y rara vez sonríe.
Sebastian Michaelis (セバスチャン・ミカエリス Sebasuchan Mikaerisu?)
Voz por: Daisuke Ono
Doblaje (Hispanoamérica): Idzi Dutkiewicz
Es uno de los protagonistas de la historia, el extravagante y refinado mayordomo de la familia Phantomhive. Al ser un demonio posee habilidades sobrehumanas, tal como se menciona en los primeros capítulos de la historia, aunque como mayordomo, su deber es servir y seguir con lealtad a Ciel debido al contrato que hizo con este. Acompaña a Ciel en los casos que la Reina le encarga y está dispuesto a hacer todo lo posible para obedecerlas. Sebastian lleva en su mano izquierda el símbolo del contrato -dicho símbolo es idéntico al que Ciel lleva en su ojo derecho-. Su lenguaje verbal es muy sofisticado, y lo usa para describir su servicio como mayordomo de la Casa Phantomhive. Tiene una gran afición por los gatos. Según él, a pesar de haber vivido tanto tiempo, todavía no puede aprender a leer sus sentimientos. Los considera "esponjosos" y destaca que "no se quejan de cosas sin importancia". A su vez, odia a los perros debido a la lealtad que estos muestran hacia sus amos.

## Media

### Manga
Escrito e ilustrado por Yana Toboso, Kuroshitsuji ha sido serializado en la revista de manga Shōnen Gekkan GFantasy desde su debut en la edición de octubre de 2006. Los capítulos también han sido publicado en volúmenes recopilatorios por Square Enix. El primer volumen fue lanzado el 27 de febrero de 2007, y hasta la fecha se han lanzado un total de treinta y cuatro volúmenes. Yen Press licenció el manga para su publicación en inglés y lo serializó en la edición de agosto de 2009 de su revista Yen Plus, siguiendo el primer aniversario de la misma. Yen Press publicó el primer volumen en enero de 2010, mientras que el segundo volumen fue lanzado en mayo de 2010. La editora francesa Kana, licenció el manga bajo el nombre de Black Butler. La editorial publicó el primer volumen en noviembre de 2009. Carlsen Comics ha licenciado el manga en Alemania utilizado el mismo título de las versiones francesa e inglesa. Kuroshitsuji también han sido publicado en Italia por Panini Comics. En Polonia, la editorisl Waneko publica el manga bajo su nombre original con el subtítulo Mroczny kamerdyner, desde febrero de 2013. Waneko ha publicado un total de nueve volúmenes. El manga ha sido publicado en Finlandia bajo su nombre japonés original por Punainen jättiläinen desde julio de 2012. En España, ha sido publicado por Norma Editorial desde noviembre de 2011 bajo el título de Black Butler.

### CD drama
El 10 de agosto de 2007, un CD drama basado en el manga fue lanzado por Frontier Works. El CD drama incluye a muchos de los personajes que aparecen en el primer y segundo volumen. Un segundo CD drama fue lanzado el 26 de noviembre de 2008 bajo etiqueta de Aniplex.

### Anime

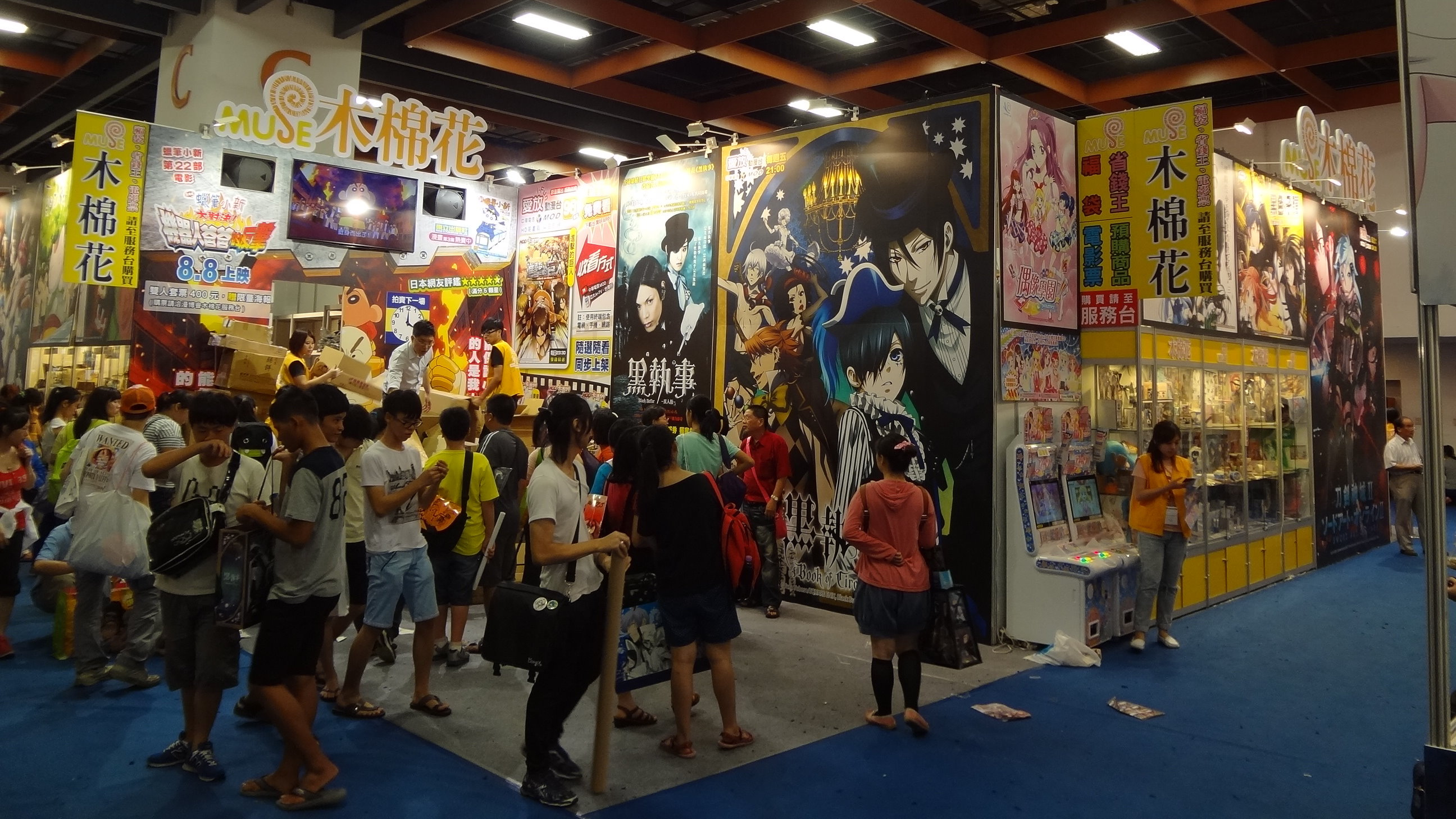
Imagen publicitaria de Kuroshitsuji: Book of Circus en la Comic Exhibition de 2014.

En julio de 2008, se anunció la creación de una adaptación a serie de anime de Kuroshitsuji, dirigida por Toshiya Shinohara y producida por A-1 Pictures. El anime se estrenó en octubre de 2008 y se emitió en MBS, así como también en TBS. El 1 de enero de 2009, Aniplex lanzó un DVD de edición limitada con el primer episodio. Los próximos tres episodios fueron lanzados en otro DVD el 25 de febrero de 2009. En un evento realizado el 14 de junio de 2009, se anunció que el anime tendría una segunda temporada. El actor de voz japonés, Jun'ichi Suwabe, confirmó la noticia en su blog oficial ese mismo día. La segunda temporada, Kuroshitsuji II, se estrenó en julio e introduce dos nuevos personajes principales: el mayordomo Claude Faustus y su señor, Alois Trancy, así como también sigue la historia Sebastian y Ciel. Ambos personajes fueron diseñados por Toboso.
El 29 de marzo de 2010, la distribuidora norteamericana de animación, Funimation, anunció que había licenciado la serie para su transmisión en Estados Unidos. En la Anime Expo de 2010, Funimation también anunció que transmitirían la serie de forma simultánea con su segunda temporada, Kuroshitsuji II. Funimation anunció en su página oficial de Facebook que habían licenciado ambas temporadas completas. Funimation lanzó un combo pack en Blu-ray/DVD de la primera y segunda temporada el 3 de abril de 2012. La serie hizo su debut en la televisión norteamericana el 8 de febrero de 2011 en la televisiva Funimation Channel. El 5 de enero de 2011 se estrenó por Cityvibe para Latinoamérica, en idioma original y subtitulado. Funimation perdió los derechos de la primera temporada de la serie en 2017, y los derechos de la segunda temporada en 2018. La primera temporada está actualmente licenciada por Aniplex of America y se lanzó en una caja de Blu-ray Disc el 29 de enero de 2019. En noviembre de 2019, Funimation volvió a licenciar las dos primeras temporadas para su servicio de transmisión. Aniplex luego lanzó el Blu-ray y DVD completo el 7 de mayo de 2014.
El 16 de enero de 2014, se anunció el lanzamiento de una nueva temporada. A diferencia de las temporadas anteriores, esta tercera entrega titulada, Kuroshitsuji: Book of Circus, sigue la historia original del manga, adaptando el arco de Noah's Ark Circus. La serie fue dirigida por Noriyuki Abe y producida por A-1 Pictures, con Hiroyuki Yoshino como guionista, junto con la asistencia de Ichiro Okuchi y Yuka Miyata. El reparto principal fue el mismo que el de las otras dos temporadas, junto con los nuevos miembros del reparto. La serie se emitió desde el 10 de julio de 2014 hasta el 12 de septiembre de 2014. Más adelante, un OVA teatral de dos partes titulado, Kuroshitsuji: Book of Murder, también siguiendo la historia original del manga, fue estrenado en los cines japoneses el 25 de octubre y el 15 de noviembre de 2014.
El 7 de agosto de 2014, Funimation anunció que había licenciado la tercera temporada de la serie. El 13 de febrero de 2016, Funimation anunció su correspondiente lanzamiento en Blu-ray y DVD, el cual salió a la venta el 19 de abril de 2016.
En la Anime Expo de 2023, Crunchyroll anunció el estreno de una cuarta temporada y al mismo tiempo obtuvo la licencia de la serie fuera de Asia. La serie será dirigida por Kenjirō Okada y producida por CloverWorks, con Hiroyuki Yoshino a cargo de la composición de la serie, Yumi Shimizu diseñando los personajes y Ryō Kawasaki componiendo la música. Se estrenará en 2024.
En Anime Expo 2024, se anunció que una quinta temporada, titulada Black Butler: Emerald Witch Arc, se estrenará en 2025. Con licencia de Crunchyroll, Será nuevamente dirigida por Kenjirou Okada y producida por CloverWorks.

### Musical
Una adaptación musical del manga, Ese mayordomo, amistoso (その執事、友好 Sono Shitsuji, Yūkō?), estuvo vigente en el teatro Sunshine Theater de Ikebukuro desde el 28 de mayo de 2009 hasta el 7 de junio de 2009. Yūya Matsushita interpretó el papel de Sebastian Michaelis, mientras que Shōgo Sakamoto interpretó a Ciel Phantomhive y Takuya Uehara a Grell Sutcliff. La historia, ubicada en el principio de la historia del circo de Noah, narra la visita de los enigmaticos hermanos Kai y Yuki junto con su protector y tutor Kirito (personajes creados para el musical), a quienes Ciel debe recibir por orden de la Reina, mientras misteriosos asesinatos de gente relacionada o proveniente de Japón ocurren por todo Londres.
Un segundo musical llamado Kuroshitsuji el musical: La muerte más bella del mundo, mil almas y el Shinigami caído (ミュージカル『黒執事』〜ザ・モースト・ビューティフル・デス・イン・ザ・ワールド〜千の魂と堕ちた死神 Kuro Shitsuji Sen no Tamashii to Ochita Shinigami?), también basado en el manga, se llevó a cabo en el Akasaka Act Theater en Akasaka, Tokio, Nagoya y Osaka, entre el 3 y 23 de mayo de 2010. Yūya Matsushita y Takuya Uehara retomaron sus papeles de Sebastian y Grell, respectivamente. Los otros tres personajes principales, Ciel, Eric Slingby y Alan Humphries, fueron interpretados por Yukito Nishii, Taisuke Saeki y Shinya Matsumoto. El musical fue escrito por Mari Okada, dirigido por Sakurako Fukuyama y contó con música compuesta por Taku Iwasaki y canciones de Yukinojo Mori.
Un segundo estreno de La muerte más bella del mundo fue anunciado en diciembre de 2012 y se llevó a cabo entre el 17 de mayo y el 9 de junio de 2013, en el Akasaka ACT Theatre (Akasaka, Tokio) y en el Umeda Arts Theater en Osaka. En febrero de 2013, se anunció que Matsushita, Uehara y Shūhei Izumi volverían a interpretar sus roles como Sebastian Michaelis, Grell Sutcliff y Undertaker, respectivamente. Taketo Tanaka reemplazó a Yukito Nishii como Ciel Phantomhive y Shinji Rachi y Masataka Nakagauchi reemplazaron a Taisuke Saeki y Shinya Matsumoto en los papeles de Eric Slingby y Alan Humphries. Un tercer musical, Lycoris que resplandece la Tierra (地に燃えるリコリス Chi ni Moeru Lycoris?), tuvo lugar en septiembre de 2014. La mayor parte del elenco de La muerte más bella del mundo retomó sus papeles, aunque Nayuta Fukuzaki reemplazó a Taketo Tanaka como Ciel Phantomhive y Yuka Terasaki sustituyó a Saki Matsuda como Mey-Rin. Akane Liv fue presentada como Madam Red, Yūsuke Hirose como Charles Phipps, Motohiro Ōta como Charles Gray y Hirofumi Araki como Lau. Un segundo estreno de Lycoris fue programado para estrenarse en noviembre y diciembre de 2015. La obra se reestrenó primero en Osaka el 7 de noviembre y luego tuvo funciones en Miyagi, Tokio y Fukuoka. También se realizó una gira en China (en las ciudades de Shanghái, Pekín y Shenzhen) en diciembre de 2015. El actor Yūta Furukawa reemplazó a Yūya Matsushita como Sebastian Michaelis, quien había interpretado a Sebastian desde el primer musical en 2009. A su vez, la mayoría de los actores originales volvieron a interpretar sus papeles.
Un cuarto musical fue programado para estrenarse entre noviembre y diciembre de 2016. Se anunció que el musical se basaría en el Arco de Noah, siguiendo la historia original del manga. Yūta Furukawa repitió su papel como Sebastian Michaelis y Reo Uchikawa reemplazó a Nayuta Fukuzaki como Ciel. Ryōsuke Miura fue presentado como Joker, Asami Tano como Beast y Yūki Tamaki como Snake. Mientras tanto, Shūhei Izumi, quien había estado interpretando a Undertaker desde 2009, retomó su papel. Un quinto musical, Tango on the Campania, fue estrenado en 2017. Yūta Furukawa y Takuya Uehara retomaron sus roles de Sebastian y Grell, respectivamente. Un sexto musical, Secret of Public School, fue estrenado en 2021. Este mismo contó con la participación de Toshiki Tateishi como Sebastian, Eitō Konishi como Ciel, Hiroki Sana como Edgar Ledmond, Shōgō Tazuru como Herman Greenhill, Masamichi Satonaka como Lawrence Bluewer y Dai Gōtō como Gregory Violet.

### Videojuego
Un videojuego para Nintendo DS, llamado Black Butler: Phantom & Ghost ha sido desarrollado por Square Enix y fue lanzado el 19 de marzo de 2009. El juego se vende en dos versiones, una limitada con un precio más alto y numerosos extras, y una edición normal.

### Películas
El 18 de enero de 2013, se anunció el lanzamiento de una película de acción real protagonizado por Ayame Gōriki como Shiori Genpō y Hiro Mizushima como Sebastian Michaelis. Su producción comenzó en abril de 2013 y fue estrenado el 18 de enero de 2014. A diferencia del manga/anime, la película no incorpora el personaje de Ciel y tiene como protagonista a Shiori, una mujer noble que se disfraza de hombre para así poder dirigir la empresa de su familia. Shiori se apellida Genpō, debido a que su padre cambió su apellido de Phamtonhive por este.
El 10 de octubre de 2015, se anunció el lanzamiento de una película animada, Black Butler: Book of the Atlantic, para la cual el elenco original del anime volvió a repetir sus papeles. El 17 de febrero de 2016, se confirmó que la película sería una adaptación del arco de Luxury Liner, siguiendo la historia original. Fue estrenada el 21 de enero de 2017.

## Terminología
- Demonio: Son seres originarios del Infierno que normalmente sirven a un "contratista" con el fin de obtener su alma una vez que este ha conseguido su deseo o meta. Los demonios consumen almas humanas, presumiblemente para su sustento, las cuales parecen diferir en calidad dependiendo de la persona.[57] Casi siempre siguen dos estéticas; seguir las órdenes de sus amos sin importar qué y obedecer esas órdenes siempre y cuando estas cumplan con las normas estipuladas en sus contratos. No poseen ninguna fe o lealtad que los induzca a actuar de otra manera, por lo que estas normas son la razón de las acciones de la mayoría de los demonios. Sin embargo, temen romper alguna estética, por lo que valoran las vidas de sus amos sobre las suyas.[58] Una persona que realiza un contrato de esta clase recibe una marca como signo del mismo en algún lugar de su cuerpo, cuya marca es compartida con el demonio en cuestión. La colocación de este "sello" es extremadamente doloroso,[59] y permite al demonio localizar a su amo en cualquier sitio. Los demonios conocidos de la historia son Sebastian Michaelis, Claude Faustus, Hannah Anafeloz y los trillizos Thompson, Timber y Canterbury.

- Shinigami: Son seres que tienen el deber de juzgar a quienes deben morir y cuándo deben hacerlo, dependiendo de si estos pueden aportar algo para el bien de la humanidad lo suficientemente grande como para modificar el mundo. Todos los shinigami deben llevar una guadaña para segar las almas de los vivos, pero solo con un permiso especial, y se sabe que pueden modificarlas a su gusto. Al morir la persona, se despliega de su corazón una serie de tiras en forma de fotogramas de cine que muestran los aspectos más destacables de la persona en cuestión, que, al ser cortada por la guadaña de un shinigami, resulta en la muerte del individuo.[60] Tienen estrictamente prohibido intervenir en los asuntos humanos,[61] y suelen tratar de eliminar cualquier obstáculo que se interponga en su camino.[62] Los shinigami y los demonios poseen un profundo y mutuo disgusto por el otro. Estos consideran a los demonios como seres vulgares que continuamente irrumpen en su estructurado deber de cosechar almas, debido a su tendencia de devorar almas indiscriminadamente y en grandes cantidades.[63] Son similares a los humanos en cuanto a fuerza física y audición se trata, pero y, a diferencia de los demonios, necesitan dormir y comer.[64] Se les puede diferenciar porque sus ojos son de un llamativo color verde y amarillo, pero utilizan gafas porque padecen de miopía extrema.[65] Los shinigami conocidos son Grell Sutcliff, William T. Spears, Ronald Knox, Undertaker, Eric Slingby, Alan Humphries, Ludger, Sascha y Othello. En el capítulo número 105 del manga, se explica que los shinigami originalmente eran seres humanos que se suicidaron y que, como castigo, divino deben trabajar duro y observar continuamente las muertes de los demás hasta recibir el perdón:

"Nosotros, los Shinigami, también fuimos humanos. Los humanos que se han suicidado se convierten en shinigami como castigo. Trabajamos muy duro hasta el día en el que somos perdonados, somos la audiencia que presencia las muertes de los hombres. Para nosotros, quienes se han suicidado, tener que dar testimonio de sus lamentaciones terrenales y su deseo de querer seguir viviendo día tras día, es un completo estado de deprimencia". —Sascha, capítulo 105, página 12.

- Ángeles caídos: Los ángeles son seres divinos con una gran pureza, destinados en muchos casos a la protección de los humanos. A su vez, los ángeles caídos generalmente tienen sólo un objetivo en mente: purificar a los humanos de sus pecados, siendo nominados por una gran obsesión en hacer el mundo un lugar más "puro". Estos seres no parecen tener ningún problema en interferir en asuntos de otras razas, además de odiar a los demonios y shinigamis por igual.[67] Pueden manipular el pasado de una persona modificando los registros cinematográficos de los shinigami, sin embargo, los ángeles caídos no pueden cambiar el pasado debido a que ni siquiera Dios puede hacerlo, tal como explicó William T. Spears.[67] El único ángel conocido en la serie es Ash Landers y su contraparte femenina, Angela Blanc.

- Contratista: Es una persona que ha hecho un contrato con un demonio, normalmente para poder cumplir algún deseo. Se caracterizan por la aparición de una marca o tatuaje en forma de pentagrama en el cuerpo (ojo, boca o pecho), cuya marca permite que haya una conexión entre estas dos entidades. También se pueden hacer contratos con otros seres como los Shinigamis o Ángeles.

## Recepción
Kuroshitsuji es un manga muy popular, habiendo vendido más de 20 millones de copias alrededor del mundo; con 5 millones fuera de Japón. Los volúmenes individuales también han obtenido buenas calificaciones en encuestas semanales de Japón. Además de los volúmenes, la antología de cómics "Rainbow Butler", ocupó el décimo séptimo lugar durante la semana del 31 de marzo al 6 de abril, vendiendo 41.083 copias luego de clasificarse como el manga número 33 la semana anterior. El cuarto y el quinto volumen ocuparon el puesto 33 y 39 en la lista de mangas más vendidos en Japón durante el 2008, vendiendo un total de 529.210 copias y 468.550 copias, respectivamente. El sexto volumen ocupó el decimotercer lugar en la lista de mangas más vendido en Japón durante la primera mitad de 2009, vendiendo 619.501 copias. El manga en sí fue calificado en el puesto número 10 de los mangas más vendidos en Japón durante el 2009, vendiendo un total de aproximadamente 1.603.197 ejemplares. La serie es también muy popular en otros países.